# Zoran Milinković
Zoran Milinković (serbisch-kyrillisch Зоран Милинковић; * 18. Juli 1968 in Belgrad, SFR Jugoslawien) ist ein ehemaliger serbischer Fußballspieler und heutiger -trainer.

## Sportlicher Werdegang
Milinković spielte in der Saison 1998/99 sechs Partien in der Bundesliga für Hansa Rostock. In allen sechs Partien stand er in der Startformation und bestritt ein Spiel über die vollen 90 Minuten. In der zweiten Runde des DFB-Pokals wurde er von Trainer Ewald Lienen in der 80. Minute beim Auswärtsspiel in Bremen eingewechselt, und beim UI-Cup Auswärtsspiel gegen Debreceni Vasutas SC stand er in der ersten Halbzeit auf dem Platz.
Milinković konnte sich in der Saison nicht durchsetzen und wechselte nach nur einer Spielzeit weiter zum zypriotischen Club Anorthosis Famagusta.